# Wolongs naturreservat
Wolongs naturreservat (traditionell kinesiska: 臥龍自然保護區?, förenklad kinesiska: 卧龙自然保护区?, pinyin: Wòlóng zìránbǎohùqū) är en skyddad region i distriktet Wenchuan i den kinesiska provinsen Sichuan. Naturreservatet inrättades 1963 och omfattar en areal av cirka 200 000 hektar. I Wolong registrerades över 4 000 olika arter. Här lever mer än 150 individer av den starkt hotade jättepandan.
Som ett samarbete mellan Kinas regering och Världsnaturfonden (WWF) etablerades 1980 Kinas skydds- och forskningscentral för jättepandor i Wolong naturreservat. 2006 blev Wolongs naturreservat tillsammans med Jiajinberget och Siguniangberget listat av Unesco som världsarv.
Den 12 maj 2008 drabbades reservatet av jordbävningen i Sichuan. Många hus som var avsedda för jättepandor blev förstörda, men enligt den officiella rapporten kunde nästan alla pandor som hölls i fångenskap räddas. Bara en död hona hittades och sex exemplar hade rymt efter att deras hage blev förstörd. Fram till 28 maj 2008 hittades fem av dessa i forskningscentrets omgivning.